# Кочарим
Кочарим (серб. Кочарим / Kočarim) — село в общине Вишеград Республики Сербской Боснии и Герцеговины. Население составляет 17 человек по переписи 2013 года.